# Brachycaudus sedi
Brachycaudus sedi är en insektsart som först beskrevs av Jacob 1964.  Brachycaudus sedi ingår i släktet Brachycaudus och familjen långrörsbladlöss. Inga underarter finns listade i Catalogue of Life.